# 1-я Алексеевская улица
1-я Алексе́евская улица — улица в Приморском районе Санкт-Петербурга. Проходит от Земледельческого переулка до Берёзовой улицы.

## История
Разделение одноимённых улиц на «1-ю» и «2-ю» (или «1-й половины» и «2-й половины») в Коломягах — свидетельство о наследственном разделе бывшей деревни в 1823 году, причём граница прошла по Безымянному ручью. С 1789 года Коломяги принадлежали Сергею Саввичу Яковлеву, отставному подполковнику (его отец Савва Яковлев-Собакин финансировал строительство снесённого в 1961 году Спаса-на-Сенной). С. С. Яковлев впоследствии перешёл на гражданскую службу, занявшись поставками для армии и умер в чине действительного статского советника; владел и другими землями на территории нынешних Новой и Старой Деревень и имел семь дочерей, между которыми (и их потомством) и был произведён раздел по жребию. Мужем умершей в 1817 году Елены Сергеевны Яковлевой был генерал Алексей Петрович Никитин, формально считавшейся опекуном своей дочери Елизаветы (позже — в замужестве Орловой-Денисовой), за которой и была закреплена половина Коломяг. В его честь и получила название 1-я Алексеевская улица, а также обе Никитинские улицы.

## Транспорт
Ближайшие к 1-й Алексеевской улице станции метро — «Удельная» и «Пионерская» 2-й (Московско-Петроградской) линии.

## Интересные факты
- 1-я Алексеевская улица находится в «первой половине», принадлежащей по наследственному разделу Екатерине Сергеевне Яковлевой, в замужестве Авдулиной, но имя её мужа Алексея Николаевича Авдулина увековечено в названии 2-й Алексеевской улицы, находившейся на территории, принадлежащей А. П. Никитину.